# Digitaria redheadii
Digitaria redheadii är en gräsart som först beskrevs av Charles Edward Hubbard, och fick sitt nu gällande namn av Clayton. Digitaria redheadii ingår i släktet fingerhirser, och familjen gräs. Inga underarter finns listade i Catalogue of Life.